# Chinese zondagmarkt van Soeng Ngie
Chinese zondagmarkt van Soeng Ngie is een markt met voornamelijk verse en bereide etenswaren in Paramaribo, Suriname. De markt wordt zondags gehouden langs de Ming Doelmanstraat, Wilhelminastraat en David Simonsstraat.
Op de markt worden verse groenten, fruit, vlees, vis en kruiden, gekonfijte vruchten en andere waren verkocht. Ook worden warme Chinese en Surinaamse snacks verkocht, zoals dimsum-hapjes, sawpaw (bapao), doks (eend) en kant-en-klare maaltijden.
De markt wordt georganiseerd door het handelsbedrijf in specerijen en sauzen Soeng Ngie & Co die onder meer op deze locatie is gevestigd met de Soeng Ngie's Oriental Market.

## Galerij
|  |  |  |
|  |  |  |